# Puchar Polski w piłce siatkowej mężczyzn (2014/2015)
Puchar Polski w piłce siatkowej mężczyzn 2014/2015 – 58. sezon rozgrywek o siatkarski Puchar Polski odbywający się od 1932 roku.

## System rozgrywek
W pierwszych trzech rundach zespoły z II ligi rywalizują ze sobą, po czym dwa zwycięskie zespoły dołączają do zespołów z I ligi. Po kolejnych trzech rundach i wyłonieniu dwóch drużyn do gry przystępują drużyny z Plusligi. Gospodarzem w kolejnej rundzie jest zespół, który w poprzednim sezonie zajmował niższą pozycję w lidze.

## Drużyny uczestniczące
| PlusLiga 14 drużyn          | PlusLiga 14 drużyn | PlusLiga 14 drużyn |
| --------------------------- | ------------------ | ------------------ |
| Asseco Resovia Rzeszów      | finał              |                    |
| PGE Skra Bełchatów          | półfinał           |                    |
| ZAKSA Kędzierzyn-Koźle      | 7. runda           |                    |
| Jastrzębski Węgiel          | półfinał           |                    |
| Czarni Radom                | 7. runda           |                    |
| Indykpol AZS Olsztyn        | 7. runda           |                    |
| AZS Politechnika Warszawska | ćwierćfinał        |                    |
| Effector Kielce             | 7. runda           |                    |
| Lotos Trefl Gdańsk          | Zwycięzca          |                    |
| AZS Częstochowa             | 7. runda           |                    |
| BBTS Bielsko-Biała          | 7. runda           |                    |
| Transfer Bydgoszcz          | ćwierćfinał        |                    |
| MKS Banimex Będzin          | ćwierćfinał        |                    |
| Cuprum Mundo Lubin          | ćwierćfinał        |                    |

| I liga 14 drużyn       | I liga 14 drużyn | I liga 14 drużyn |
| ---------------------- | ---------------- | ---------------- |
| Pekpol Ostrołęka       | 4. runda         |                  |
| KS Camper Wyszków      | 5. runda         |                  |
| Ślepsk Suwałki         | 7. runda         |                  |
| Kęczanin Kęty          | 4. runda         |                  |
| Stal AZS PWSZ Nysa     | 4. runda         |                  |
| KPS Siedlce            | 5. runda         |                  |
| Avia Świdnik           | 5. runda         |                  |
| AGH 100RK AZS Kraków   | 7. runda         |                  |
| Krispol Września       | 6. runda         |                  |
| Victoria Wałbrzych     | 5. runda         |                  |
| Aluron Warta Zawiercie | 4. runda         |                  |
| SMS PZPS I Spała       | 4. runda         |                  |
| LKS Caro Rzeczyca      | 4. runda         |                  |
| Espodan Szczecin       | 4. runda         |                  |

| II liga 10 drużyn          | II liga 10 drużyn |
| -------------------------- | ----------------- |
| Stal Grudziądz             | 1. runda          |
| SMS PZPS II Spała          | 3. runda          |
| MKS Andrychów              | 1. runda          |
| Hutnik Kraków              | 4. runda          |
| GTPS Gorzów Wielkopolski   | 6. runda          |
| Gwardia Wrocław            | 2. runda          |
| Lechia Tomaszów Mazowiecki | 2. runda          |
| Czarni Rząśnia             | 3. runda          |
| TKS Tychy                  | 2. runda          |
| TSV Cell Fast Sanok        | 2. runda          |

## Rozgrywki

### 1. runda
| Data       | Drużyna 1      | Wynik | Drużyna 2         | Sety                |
| ---------- | -------------- | ----- | ----------------- | ------------------- |
| 22.09.2014 | Stal Grudziądz | 0:3   | SMS PZPS II Spała | 15:25, 20:25, 19:25 |
| 22.09.2014 | MKS Andrychów  | 0:3   | Hutnik Kraków     | 22:25, 18:25, 21:25 |

### 2. runda
| Data       | Drużyna 1            | Wynik | Drużyna 2         | Sety                              |
| ---------- | -------------------- | ----- | ----------------- | --------------------------------- |
| 08.10.2014 | GTPS Gorzów Wlkp.    | 3:1   | Gwardia Wrocław   | 25:19, 25:21, 23:25, 25:21        |
| 08.10.2014 | Lechia Tomaszów Maz. | 0:3   | SMS PZPS II Spała | 15:25, 20:25, 16:25               |
| 08.10.2014 | Czarni Rząśnia       | 3:0   | TKS Tychy         | 25:21, 25:20, 25:20               |
| 08.10.2014 | TSV Cell Fast Sanok  | 2:3   | Hutnik Kraków     | 23:25, 19:25, 25:19, 25:14, 14:16 |

### 3. runda
| Data       | Drużyna 1         | Wynik | Drużyna 2         | Sety                              |
| ---------- | ----------------- | ----- | ----------------- | --------------------------------- |
| 15.10.2014 | GTPS Gorzów Wlkp. | 3:1   | SMS PZPS II Spała | 25:19, 25:22, 23:25, 25:22        |
| 15.10.2014 | Czarni Rząśnia    | 2:3   | Hutnik Kraków     | 25:22, 23:25, 18:25, 25:19, 12:15 |

### 4. runda
Do gry włączają się zespoły z I ligi.
| Data       | Drużyna 1          | Wynik | Drużyna 2              | Sety                              |
| ---------- | ------------------ | ----- | ---------------------- | --------------------------------- |
| 22.10.2014 | Camper Wyszków     | 3:1   | LKS Caro Rzeczyca      | 20:25, 25:22, 25:22, 25:21        |
| 22.10.2014 | Espodan Szczecin   | 2:3   | Krispol Września       | 25:19, 14:25, 23:25, 25:23, 12:15 |
| 22.10.2014 | Ślepsk Suwałki     | 3:2   | Pekpol Ostrołęka       | 22:25, 25:18, 22:25, 25:19, 18:16 |
| 22.10.2014 | SMS PZPS I Spała   | 0:3   | KPS Siedlce            | 17:25, 22:25, 24:26               |
| 22.10.2014 | Victoria Wałbrzych | 3:0   | AZS Stal Nysa          | 25:22, 25:23, 25:18               |
| 22.10.2014 | GTPS Gorzów Wlkp.  | 3:1   | Aluron Warta Zawiercie | 25:13, 23:25, 25:23, 25:19        |
| 22.10.2014 | Kęczanin Kęty      | 0:3   | AGH 100RK AZS Kraków   | 19:25, 11:25, 22:25               |
| 22.10.2014 | Hutnik Kraków      | 2:3   | Avia Świdnik           | 23:25, 30:28, 21:25, 25:21, 11:15 |

### 5. runda
| Data       | Drużyna 1            | Wynik | Drużyna 2          | Sety                             |
| ---------- | -------------------- | ----- | ------------------ | -------------------------------- |
| 26.11.2014 | Krispol Września     | 3:1   | Camper Wyszków     | 25:23, 25:23, 21:25, 25:23       |
| 26.11.2014 | Ślepsk Suwałki       | 3:0   | KPS Siedlce        | 25:20, 25:13, 25:15              |
| 26.11.2014 | GTPS Gorzów Wlkp.    | 3:1   | Victoria Wałbrzych | 25:23, 20:25, 25:22, 25:18       |
| 26.11.2014 | AGH 100RK AZS Kraków | 3:2   | Avia Świdnik       | 30:32, 25:14, 21:25, 25:17, 15:8 |

### 6. runda
| Data       | Drużyna 1         | Wynik | Drużyna 2            | Sety                       |
| ---------- | ----------------- | ----- | -------------------- | -------------------------- |
| 10.12.2014 | Krispol Września  | 0:3   | Ślepsk Suwałki       | 18:25, 16:25, 14:25        |
| 10.12.2014 | GTPS Gorzów Wlkp. | 1:3   | AGH 100RK AZS Kraków | 19:25, 27:25, 18:25, 23:25 |

### 7. runda
Do gry włączają się zespoły z Plusligi.
| Data       | Drużyna 1                   | Wynik | Drużyna 2              | Sety                              |
| ---------- | --------------------------- | ----- | ---------------------- | --------------------------------- |
| 17.12.2014 | Transfer Bydgoszcz          | 3:1   | AZS Częstochowa        | 25:22, 25:15, 23:25, 25:21        |
| 17.12.2014 | AZS Politechnika Warszawska | 3:0   | Cerrad Czarni Radom    | 26:24, 26:24, 25:19               |
| 23.12.2014 | AGH 100 RK Kraków           | 0:3   | Asseco Resovia         | 19:25, 23:25, 20:25               |
| 23.12.2014 | Jastrzębski Węgiel          | 3:0   | ZAKSA Kędzierzyn-Koźle | 25:18, 25:21, 25:23               |
| 23.12.2014 | Effector Kielce             | 2:3   | MKS Banimex Będzin     | 25:20, 25:22, 18:25, 10:25, 13:15 |
| 23.12.2014 | Ślepsk Suwałki              | 2:3   | Cuprum Lubin           | 25:20, 29:31, 25:21, 21:25, 12:15 |
| 04.01.2014 | PGE Skra Bełchatów          | 3:1   | Indykpol AZS Olsztyn   | 22:25, 25:14, 25:22, 25:19        |
| 14.01.2014 | LOTOS Trefl Gdańsk          | 3:2   | BBTS Bielsko-Biała     | 25:19, 20:25, 25:22, 22:25, 15:9  |

### Ćwierćfinały
| Data       | Drużyna 1          | Wynik | Drużyna 2                   | Sety                              |
| ---------- | ------------------ | ----- | --------------------------- | --------------------------------- |
| 07.01.2015 | Asseco Resovia     | 3:0   | AZS Politechnika Warszawska | 25:17, 26:24, 25:19               |
| 07.01.2015 | PGE Skra Bełchatów | 3:1   | Cuprum Lubin                | 23:25, 25:15, 25:23, 25:20        |
| 28.01.2015 | LOTOS Trefl Gdańsk | 3:1   | Transfer Bydgoszcz          | 19:25, 25:13, 25:21, 25:13        |
| 25.03.2015 | Jastrzębski Węgiel | 3:2   | MKS Banimex Będzin          | 25:20, 25:27, 25:22, 23:25, 15:10 |

### Półfinał
| Data       | Drużyna 1          | Wynik | Drużyna 2          | Sety                       |
| ---------- | ------------------ | ----- | ------------------ | -------------------------- |
| 18.04.2015 | LOTOS Trefl Gdańsk | 3:1   | PGE Skra Bełchatów | 25:20, 25:23, 25:27, 25:22 |
| 18.04.2015 | Asseco Resovia     | 3:1   | Jastrzębski Węgiel | 19:25, 25:18, 25:20, 25:22 |

### Finał
| Data       | Drużyna 1          | Wynik | Drużyna 2      | Sety                       |
| ---------- | ------------------ | ----- | -------------- | -------------------------- |
| 19.04.2015 | LOTOS Trefl Gdańsk | 3:1   | Asseco Resovia | 25:22, 21:25, 25:21, 25:23 |